# Zuid-Duits voetbalkampioenschap 1901/02
In 1901/02 werd het vierde voetbalkampioenschap gespeeld dat georganiseerd werd door de  Zuid-Duitse voetbalbond. Karlsruher FV werd kampioen. Er was dit jaar nog geen eindronde om de Duitse landstitel.

## Regionale competities

### Maingau
In het Rijn-Maingebied ontstond rond de eeuwwisseling al een echt competitie. Er ontstonden meerdere teams in 1901 zoals Kickers Offenbach, Germania Bieber en Viktoria Aschaffenburg. In het Frankfurtse stadsdeel Bockenheim ontstonden FV Amicitia 01 Bockenheim, FC Germania 01 Bockenheim en Bockenheimer FVgg 01. De Frankfurtse voetbalbond organiseerde een competitie in het voorjaar die door FC Victoria gewonnen werd. 
Niet meer alle wedstrijden zijn bekend, enkel dat Hanau 93 en Germania Frankfurt zich voor de eindronde konden plaatsen. 

#### Eerste ronde
|                 |                    |       |                              |  |
| 1 december 1901 | 1. Hanauer FC 1893 | 2 - 0 | Frankfurter FC Victoria 1899 |  |
| 1 december 1901 |                    |       |                              |  |

#### Tweede ronde
|                  |                             |       |                    |  |
| 15 december 1901 | Frankfurter FC 1899-Kickers | 5 - 1 | 1. Hanauer FC 1893 |  |
| 15 december 1901 |                             |       |                    |  |

|  |                |       |                              |                   |
|  | Darmstädter FC | 1 - 3 | Frankfurter FC Germania 1894 | Offenbach am Main |
|  |                |       |                              | Offenbach am Main |

### Palts/Mannheim
In de regio Palts stond het voetbal nog in de kinderschoenen. In Ludwigshafen am Rhein werd met FC Revidia in 1900 een eerste club opgericht, net als in de voorstad Frankenthal. Ook FC 1900 Kaiserslautern, een voorloper van 1. FC Kaiserslautern was nog ver verwijderd van het niveau van de topclubs uit Zuid-Duitsland, tijdens een vriendschappelijke wedstrijd tegen Karlsruher FV verloor de club met 0:29. In Mannheim stond het voetbal al verder en er was al een competitie geweest in het voorgaande jaar die door de Mannheimse voetbalbond georganiseerd werd. De bond werd in 1902 opgeheven door interne strubbelingen, geen clubs die lid waren namen dit jaar deel aan de Zuid-Duitse eindronde. 

### Württemberg-Baden-Elzas
In Stuttgart hadden de Kickers concurrentie van FC 1894 en FV Schwaben. In Karlsruhe sprong Karlsruher FV eruit, deze club werd zelfs als onklopbaar beschouwd. In de Opperrijnregio bekampten Straßburger FV, Freiburger FC en FC Mühlhausen 93 elkaar om de titel. Enkel de kwalificatiewedstrijden voor de Zuid-Duitse eindronde zijn bekend gebleven. 
|  |                 |       |                        |  |
|  | 1. FC Pforzheim | 5 - 1 | FC Stuttgarter Cickers |  |
|  |                 |       |                        |  |

|  |               |       |                |  |
|  | Karlsruher FV | 7 - 2 | Straßburger FV |  |
|  |               |       |                |  |

### Beieren
In München werd een officieus kampioenschap ingericht waaraan FC Bayern München, FC Bavaria 1899 München, 1. Münchner FC 1896 en MTV 1879 München deelnamen. FC Bayern werd kampioen, maar zij namen niet deel aan de eindronde. Bayern München verloor met 4-1 van MTV München en won verder de vijf andere wedstrijden. 

## Eindronde

### Halve Finale
|                  |               |       |                 |           |
| 23 februari 1902 | Karlsruher FV | 5 - 1 | 1. FC Pforzheim | Karlsruhe |
| 23 februari 1902 |               |       |                 | Karlsruhe |

|               |                              |       |                    |           |
| 23 maart 1902 | Frankfurter FC Germania 1894 | 1 - 4 | 1. Hanauer FC 1893 | Offenbach |
| 23 maart 1902 |                              |       |                    | Offenbach |

### Finale
|              |                    |       |               |       |
| 6 april 1902 | 1. Hanauer FC 1893 | 0 - 4 | Karlsruher FV | Hanau |
| 6 april 1902 |                    |       |               | Hanau |